# De knoop
De knoop is een artistiek kunstwerk in Amsterdam-Noord. De al jarenlang in omloop zijnde naam verwijst naar een van oorsprong titelloos werk van André Volten. 
Het metershoge beeld is een uitwerking van een in wezen simpel idee; het is een grensmarkering en tevens verbinding tussen Amsterdam-Noord en het IJ. Twee in elkaar verstrengelde schakels staan op twee sokkels waarvan er een op land staat (Amsterdam-Noord) en één in het water (IJ). Het idee kwam mede tot stand omdat Volten al sinds 1950 in Amsterdam-Noord woonde en werkte (terrein Asterdorp) maar zag dat dat stadsdeel nog geen kunstwerk van hem had. 
Het eenvoudige idee was veel moeilijker uit te voeren dan in zijn hoofd verbeeld. Allereerst was de grond van de geopteerde plek instabiel; er ligt daar een dikke modderlaag. Bovendien is de plek een onderdeel van een dijklichaam dat op haar plaats wordt gehouden door een fundering, waardoorheen niet geheid mag worden. De uitvoering werd door het zoeken van een alternatief (plaatsing naast die plek) steeds duurder, maar een soort crowdfunding bracht de benodigde financiële middelen bijeen. Toen de plek bekend werd, moest er nog gewerkt worden aan het beeld. Daarbij bleek dat geen Nederlandse firma zich aan die roestvaste stalen constructie wilde wagen; Volten moest uitwijken naar Duitsland. Ook die firma had moeite het stugge staal in ronde vormen te krijgen. Toen dat allemaal klaar was moesten in Amsterdam die schakelsegmenten aan elkaar gelast worden; dit gebeurde bij de Noord-Amsterdamse Machinefabriek, waarmee Volten vaker samenwerkte. Tot slot moest de brandweer eraan te pas komen om het geheel met bouten onder water vast te zetten. Van het grote beeld is trouwens ook een miniatuurversie gemaakt, maar dan omgekeerd geconstrueerd (staande schakel op land, liggende boven water).    
Op verzoek van Volten wijdde Bert Schierbeek een gedicht aan dit kunstwerk; hij kwam met de aanduiding Stalen stilte; zijn gedicht werd geschreven op een aquarel van het kunstwerk. Het gedicht werd later opgenomen in de bundel Gedichten 2004. Weer een ander zag twee om elkaar gaande ogen en wees op de precaire balans in de overgang van staanders naar cirkels; de cirkels rusten op relatief dunne pinnen. Het beeld maakt deel uit van de zogenaamde Sleutelwerken van Stichting BK van het Vakblad voor beeldende kunstenaars.  
Nog weer later werd er een erespeld van het beeld gemaakt voor mensen die zich inzetten voor Amsterdam-Noord. Knoop van Volten.  Architect Trude Hooykaas kreeg hem opgespeld voor haar ontwerp van Gebouw Kraanspoor; Pieter Roemer voor een boekwerk over kunst in de openbare ruimte in Amsterdam-Noord; Tom Tossijn ontving de speld in 2023 voor zijn journalistieke verslagen van de Stadsdeelcommissie van Amsterdam-Noord.
De knoop geeft ook op ander gebied verbinding aan:
- het beeld staat nabij de plaats waar de Grasweg verbinding heeft met de Distelweg; beide straten liepen tot beginjaren negentig dood op een industrieterrein; de Wim Ibobrug (brug 1774) zorgt sinds die tijd voor verbinding;
- het staat nabij een aanlegsteiger van de Distelwegveer.

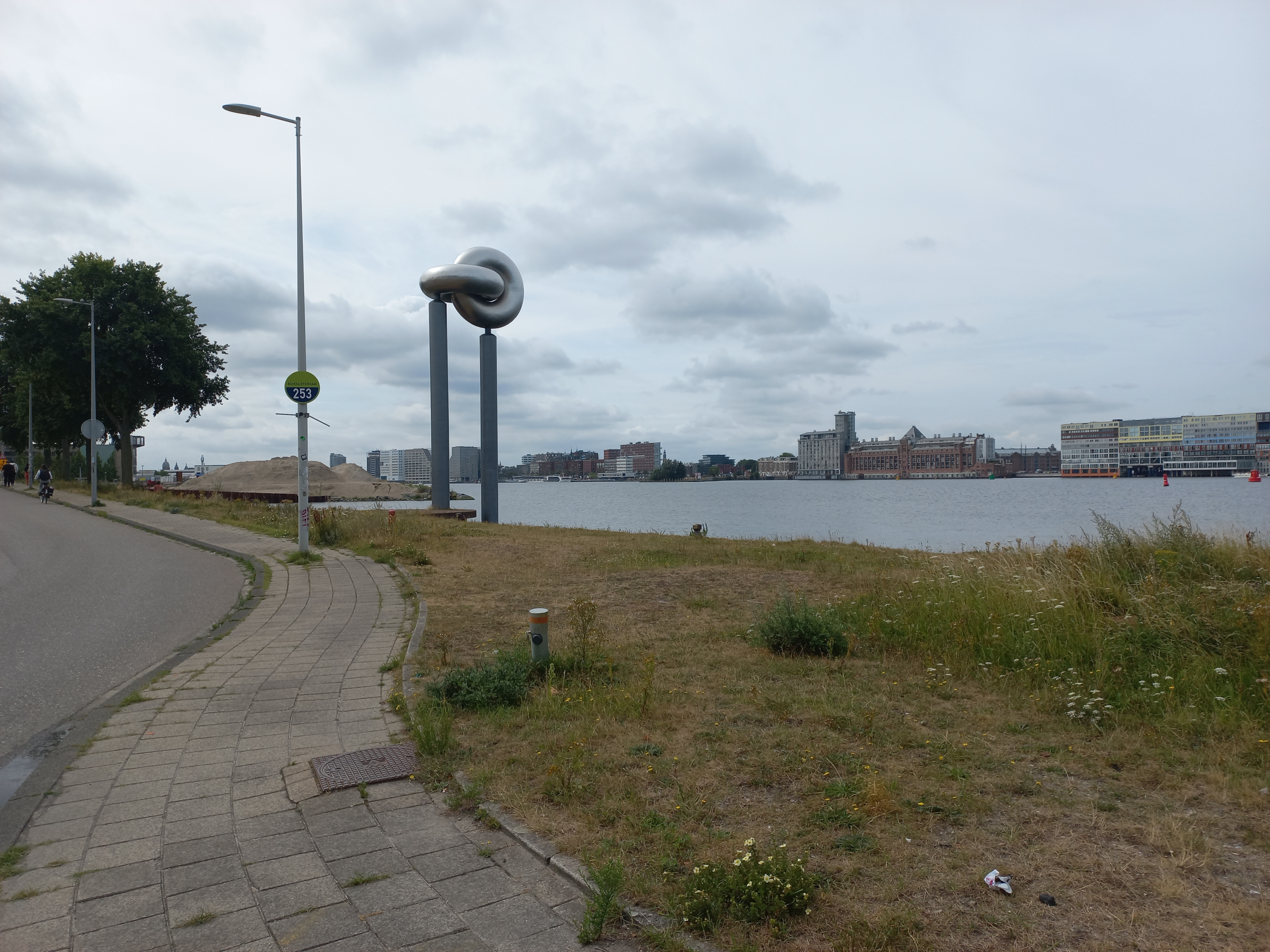
De knoop in augustus 2022